# Marianne Jean-Baptiste

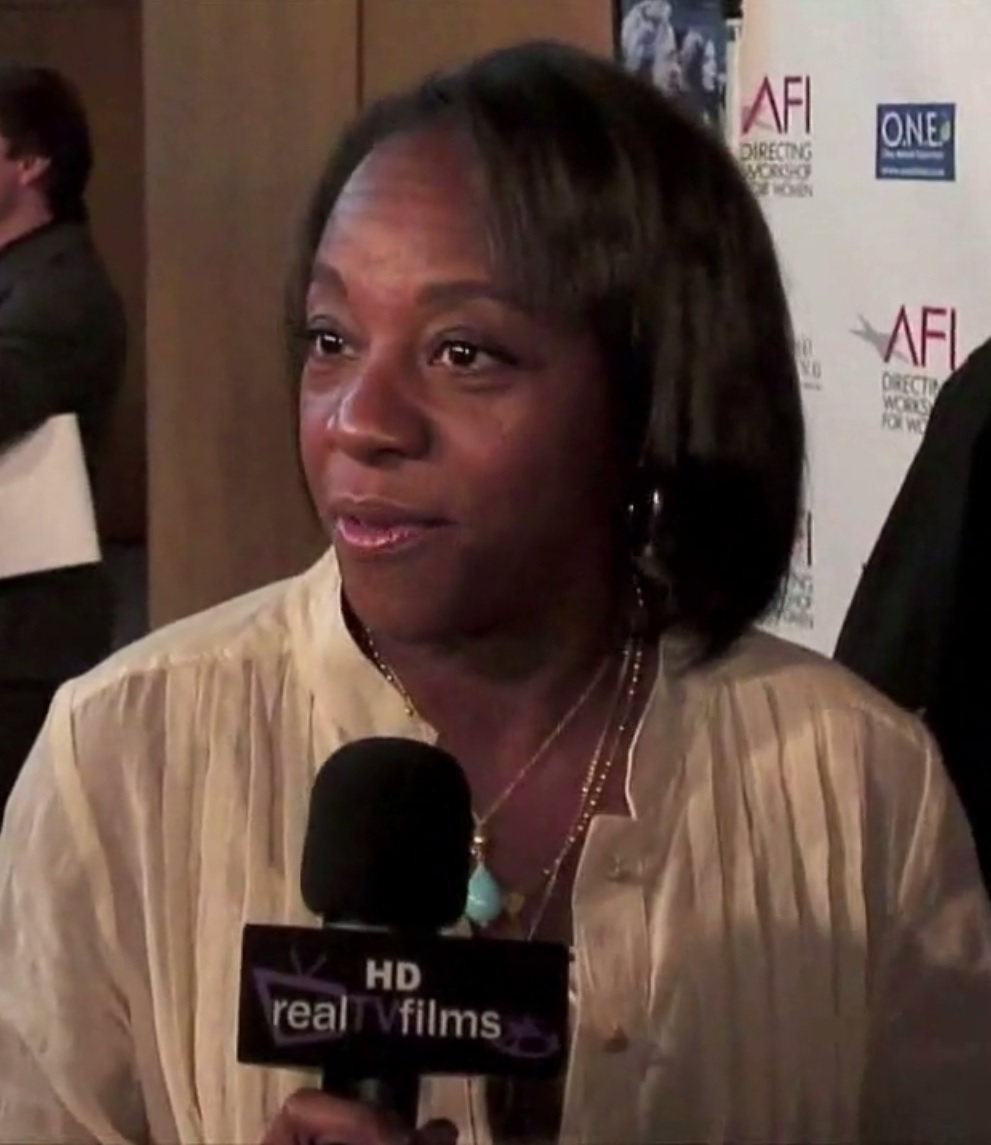
Marianne Jean Baptiste (2009)

Marianne Raigipcien Jean-Baptiste (* 26. April 1967 in London) ist eine britische Schauspielerin, Drehbuchautorin und Komponistin. Sie war die erste schwarze britische Schauspielerin, die für einen Oscar – als Beste Nebendarstellerin in Mike Leighs Lügen und Geheimnisse – nominiert wurde.

## Leben und Karriere
Ihre Schauspielausbildung absolvierte Jean-Baptiste an der Londoner Royal Academy of Dramatic Art und sie trat danach unter anderen im Royal National Theatre auf. Auch erhielt sie Rollen in Hanif Kureishis Film London schafft alle (1991) sowie der preisgekrönten Krimiserie Für alle Fälle Fitz.
Ihre Musikleidenschaft drückte Jean-Baptiste durch zahlreiche Auftritte aus. So nahm sie auch ein Album mit Blues-Songs auf. Außerdem komponierte sie die Musik für den Film Karriere Girls von Mike Leigh, der sie folgend in seinem Film Lügen und Geheimnisse (1996) besetzte. Er wurde für fünf Oscars nominiert – darunter als Bester Film – und ermöglichte ihr Engagements in den USA. So trat sie beispielsweise neben Sandra Bullock, Robert Redford, Brad Pitt und Jennifer Lopez auf und spielte eine der Hauptrollen in der Serie Without a Trace – Spurlos verschwunden als Special Agent Vivian Johnson.
Jean-Baptiste ist mit dem Balletttänzer Evan Williams verheiratet, mit dem sie zwei Töchter hat.

## Filmografie (Auswahl)
- 1991: London schafft alle (London Kills Me)
- 1995: Für alle Fälle Fitz (Cracker, Fernsehserie, Folge 2x08)
- 1996: Lügen und Geheimnisse (Secrets & Lies)
- 1997: Karriere Girls (Career Girls)
- 1998: The Wedding
- 1999: A Murder of Crows – Diabolische Versuchung (A Murder of Crows)
- 2000: 28 Tage (28 Days)
- 2000: The Cell
- 2001: Spy Game – Der finale Countdown (Spy Game)
- 2002–2009: Without a Trace – Spurlos verschwunden (Without a Trace, Fernsehserie, 159 Folgen)
- 2005: Welcome to California
- 2008: City of Ember – Flucht aus der Dunkelheit (City of Ember)
- 2010: Takers – The Final Job (Takers)
- 2010: Secrets in the Walls (Fernsehfilm)
- 2011: Sons of Anarchy (Fernsehserie, Folge 4x03)
- 2011: 360
- 2011: Violet & Daisy
- 2011–2012: Harry’s Law (Fernsehserie, 2 Folgen)
- 2012: Um Klassen besser (Won’t Back Down)
- 2012: Private Practice (Fernsehserie, 2 Folgen)
- 2014: RoboCop
- 2014: Edge of Tomorrow
- 2014: Broadchurch (Fernsehserie, 8 Folgen)
- 2015–2016: Blindspot (Fernsehserie, 23 Folgen)
- 2017: How to Get Away with Murder (Fernsehserie, Folge 4x03)
- 2018: Peter Hase (Peter Rabbit)
- 2018: Das blutrote Kleid (In Fabric)
- 2018: Homecoming (Fernsehserie, 5 Folgen)
- 2020: Fatman
- 2022: Das Seeungeheuer (The Sea Beast, Sprechrolle)
- seit 2022: The Girl in the Water (Surface, Fernsehserie)
- 2024: Hard Truths